# Парламентские выборы в Лихтенштейне (2001)

Парламентские выборы в Лихтенштейне 2001 года проходили 9 и 11 февраля. Прогрессивная гражданская партия получила 13 и 25 мест в Ландтаге.

## Результаты
| Партия                                    | Партия                                    | Голосов | %     | Мест | +/– |
| ----------------------------------------- | ----------------------------------------- | ------- | ----- | ---- | --- |
|                                           | Прогрессивная гражданская партия          | 92 204  | 49,9  | 13   | +3  |
|                                           | Патриотический союз                       | 76 402  | 41,3  | 11   | -2  |
|                                           | Свободный список                          | 16 184  | 8,8   | 1    | -1  |
| Недействительных/пустых бюллетеней        | Недействительных/пустых бюллетеней        | 263     | —     | —    | —   |
| Всего                                     | Всего                                     | 14 178* | 100   | 25   | —   |
| Зарегистрированных избирателей/Участие, % | Зарегистрированных избирателей/Участие, % | 16 350* | 86,72 | —    | —   |

* Каждый избиратель имеет столько голосов, сколько мест в парламенте, поэтому общее количество голосов, отданных за различные партии больше, чем количество избирателей.